# Gloria (versión de Laura Branigan)
«Gloria» es una canción interpretada por la cantante y compositora estadounidense Laura Branigan, incluida en su álbum debut Branigan, lanzado en 1982. Esta canción es una adaptación al inglés del éxito italiano «Gloria», originalmente interpretado por el cantante Umberto Tozzi. Lanzada en junio de 1982 bajo el sello Atlantic Records, la versión de Branigan se convirtió en uno de los mayores éxitos de su carrera.

## Antecedentes
El director general de Atlantic Records, Doug Morris, sugirió que Laura Branigan trabajara con el productor Jack White, quien propuso que grabara una versión en inglés del éxito de Tozzi, «Gloria». Branigan recordó que al escuchar la pista de Tozzi, «Le dimos un toque estadounidense, reescribimos la letra y allí comenzó todo». La versión de «Gloria» de Branigan fue producida por White y coproducida por Greg Mathieson, quien había sido el arreglista y tecladista en la canción original de Tozzi, además de ser el tecladista principal en el álbum Branigan. Tozzi también regrabó la canción con la letra en inglés de Trevor Veitch y Branigan; esta versión aparece en su álbum de 2002 The Best of Umberto Tozzi.
Branigan le comentó a la revista People que al principio, ella y sus productores intentaron hacer una versión en inglés de «Gloria» de Tozzi en un estilo romántico, cambiando el título a «Mario», pero les pareció ineficaz. Finalmente, Branigan grabó una reinterpretación en inglés de «Gloria» como un estudio de personaje sobre, en sus palabras, «una chica que va más rápido de lo que puede», con la letra escrita por Trevor Veitch, quien también contribuyó como guitarrista en el álbum Branigan. Branigan también participó en la coescritura de la letra de la versión.
En 2003, Branigan describió «Gloria» como «sin duda, mi canción insignia. Siempre recibo la misma reacción donde sea que vaya y cada vez que la interpreto... Tengo que terminar cada show con esa canción, y la gente simplemente enloquece».
Posteriormente, Branigan lanzó una regrabación en estilo hi-NRG de la canción, solo unos meses antes de su muerte. «Gloria 2004» se lanzó con varios remixes el 26 de abril de 2004.

## Rendimiento comercial
La versión más exitosa de «Gloria» se incluyó en el álbum Branigan de 1982, el primer álbum de Laura Branigan. Aunque otra pista, «All Night with Me», fue elegida como el sencillo principal del álbum, Branigan también interpretó la canción durante sus apariciones promocionales en televisión en el momento del lanzamiento del álbum. La pista fue seleccionada como el segundo sencillo del álbum en junio de 1982, convirtiéndose primero en un éxito álbum y, gradualmente, obteniendo apoyo en la radio para ingresar a las listas de éxitos pop en julio. El sencillo alcanzó el número dos en el Billboard Hot 100 el 27 de noviembre de 1982, detrás de «Truly» de Lionel Richie, y se mantuvo en esa posición las dos semanas siguientes, hasta el 11 de diciembre, cuando Richie fue superado por «Mickey» de Toni Basil.
«Gloria» le valió a Branigan una nominación al Premio Grammy a la «Mejor Interpretación Vocal Pop Femenina» del año 1982. La canción permaneció en el Top 40 durante 22 semanas, y su permanencia total en el Hot 100 de 36 semanas estableció un nuevo récord para un sencillo de una artista femenina en solitario. La canción también encabezó la lista de la revista Cash Box. Certificada como disco de platino por ventas de más de dos millones solo en Estados Unidos, «Gloria» también fue un éxito internacional, destacando en Australia, donde ocupó la posición número uno durante siete semanas consecutivas, desde el 7 de febrero hasta el 21 de marzo de 1983. «Gloria» también alcanzó el número uno en Canadá, el número cuatro en Irlanda, el número seis en Nueva Zelanda y el Reino Unido, y el número nueve en Sudáfrica.

## Utilización

### Donald Trump
En enero de 2021, la canción se escuchó durante el mitin «Save America» de Donald Trump, como se captó en un video compartido por Donald Trump Jr. El video detrás del escenario se volvió viral después de que los participantes del mitin atacaran el Capitolio de los Estados Unidos. La representante del legado de Branigan, Kathy Golik, respondió al video calificándolo de «absolutamente repugnante escuchar “Gloria” de fondo en un video ampliamente difundido del presidente Trump [...] dado los trágicos, inquietantes y vergonzosos sucesos que ocurrieron en el Capitolio de EE. UU.».

### St. Louis Blues
Los St. Louis Blues de la Liga Nacional de Hockey (NHL) comenzaron a utilizar la versión de «Gloria» de Branigan como su canción no oficial de victoria cuando lograron una racha récord de 11 victorias consecutivas durante la temporada 2018–19. El 6 de enero, algunos jugadores de los Blues estaban en un bar con un DJ, y según el defensa Joel Edmundson, «un tipo le dijo al DJ: “¡Sigue tocando ‘Gloria’!” y él lo hizo. Todos se levantaban a cantar y bailar. Nosotros solo nos sentamos y lo observamos. En ese momento decidimos que deberíamos poner la canción después de nuestras victorias». Al día siguiente, el portero Jordan Binnington hizo su primera titularidad con los Blues en esa temporada y ganó el partido con una blanqueada. La canción se tocó en el Enterprise Center cada vez que los Blues ganaban un partido, lo que llevó a que el lema «Play Gloria!» se convirtiera en un meme y un canto de victoria para los aficionados de los Blues. Gracias a esta tendencia, «Gloria» volvió a aparecer en la lista de sencillos de iTunes, alcanzando el número tres después de que los Blues ganaran la Copa Stanley. Además, «Gloria» reingresó en las listas de Billboard tras el campeonato de los Blues, ubicándose en el número 46 en la lista de ventas de canciones digitales para la semana del 22 de junio de 2019.

## Posicionamiento en listas
| Listas (1982–1983)                      | Mejor posición |
| --------------------------------------- | -------------- |
| Australia (Kent Music Report)           | 1              |
| Bélgica (Flandes) (Ultratop 50)         | 32             |
| Canadá (RPM Top Singles)                | 1              |
| Finlandia (Suomen virallinen lista)     | 22             |
| Irlanda (IRMA)                          | 4              |
| Nueva Zelanda (Recorded Music NZ)       | 6              |
| Sudáfrica (Springbok Radio)             | 9              |
| Reino Unido (Official Charts Company)   | 6              |
| Estados Unidos (Billboard Hot 100)      | 2              |
| Estados Unidos (Adult Contemporary)     | 28             |
| Estados Unidos (Hot Dance Club Songs)   | 4              |
| Estados Unidos Cash Box Top 100 Singles | 1              |

| Listas (1982)                               | Posición |
| ------------------------------------------- | -------- |
| Canadá (RPM)                                | 14       |
| Estados Unidos (Billboard Hot 100)          | 75       |
| Estados Unidos Dance Club Songs (Billboard) | 35       |
| Estados Unidos Cash Box Top 100 Singles     | 26       |

| Listas (1983)                     | Posición |
| --------------------------------- | -------- |
| Australia (Kent Music Report)     | 3        |
| Canadá Top Singles (RPM)          | 54       |
| Nueva Zelanda (Recorded Music NZ) | 49       |
| Estados Unidos Billboard Hot 100  | 56       |

| Lista (1958–2018)                | Posición |
| -------------------------------- | -------- |
| Estados Unidos Billboard Hot 100 | 386      |

## Certificaciones
| País           | Organismo certificador | Certificación | Ventas certificadas | Ref.   |
| -------------- | ---------------------- | ------------- | ------------------- | ------ |
| Canadá         | Music Canada           | Platino       | 100 000             | [ 37 ] |
| Reino Unido    | ARIA                   | Oro           | 400 000             | [ 38 ] |
| Estados Unidos | Pro-Música Brasil      | Platino       | 1 000               | [ 39 ] |